# Soungoutou Magassa
Soungoutou Magassa (* 8. Oktober 2003 in Stains) ist ein französisch-malischer Fußballspieler. Der defensive Mittelfeldspieler spielt seit 2022 für die A-Mannschaft von der AS Monaco.

## Karriere

### Verein
Magassa begann seine Karriere in verschiedenen Jugendmannschaften. So spielte er unter anderem für den FC Sucy, RC Joinville, US Lusitanos Saint-Maur und FC Gobelins. 2018 wechselte er in den Juniorenbereich der AS Monaco. Dort kam er drei Jahre später erstmals in der zweiten Mannschaft zum Einsatz. Sein Debüt für die A-Mannschaft gab er im Januar 2022 im Rahmen einer Einwechslung im Coupe de France gegen die US Quevilly. Im weiteren Verlauf der Saison erhielt der Franzose keine Spieltagsnominierung. Zu Beginn der Spielzeit 2022/23 absolvierte er seine erste Partie in der Ligue 1.

### Nationalmannschaft
Magassa debütierte im September 2022 für die französische U20–Nationalmannschaft.
Anlässlich der U-21-Europameisterschaft 2025 in der Slowakei wurde Magassa von Trainer Gérald Baticle in das französische Aufgebot berufen.